# Волчеяровка
Волчея́ровка (укр. Вовчоярівка) — посёлок, относится к Попаснянскому району Луганской области Украины.

## Географическое положение
Расположен на берегах речки Беленькой, притока Северского Донца, в 12 км от районного центра и в 5 км от железнодорожной станции Лоскутовка на линии Купянск — Попасная.

## История
Посёлок городского типа с 1938 года.
В январе 1989 года численность населения составляла 1574 человека.
На 1 января 2013 года численность населения составляла 878 человек.

## Промышленность
Близ посёлка работает меловой карьер, действующий с 1923 года.

## Известные жители
В посёлке родился Герой Социалистического Труда Борис Величко.

## Галерея
- Волчеяровка
- сербские могилы
- меловой карьер
- меловой карьер